# Évisa
Évisa település Franciaországban, Corse-du-Sud megyében. Lakosainak száma 225 fő (2022. január 1.). Évisa Manso, Cristinacce, Marignana, Ota, Serriera és Albertacce községekkel határos.

## Népesség
A település népességének változása:
| Lakosok száma | 336  | 248  | 257  | 185  | 203  | 207  | 219  | 214  | 213  | 225  |
|               | 1968 | 1982 | 1990 | 2006 | 2013 | 2015 | 2017 | 2019 | 2020 | 2022 |